# Sedum renzopalmae
Sedum renzopalmae är en fetbladsväxtart som beskrevs av Pino. Sedum renzopalmae ingår i Fetknoppssläktet som ingår i familjen fetbladsväxter. Inga underarter finns listade i Catalogue of Life.